# Айдзумі

Айдзу́мі (яп. 藍住町, あいずみちょう, МФА: [ai̯d͡zumʲi t͡ɕoː]?) — містечко в Японії, в повіті Ітано префектури Токусіма.  Отримало статус містечка 1955 року. Площа становить 16,27 км². Станом на 1 серпня 2012 року населення складало 33 838  осіб, густота населення — 2080 осіб/км².   

## Географія

### Клімат
| Клімат Айдзумі          | Клімат Айдзумі | Клімат Айдзумі | Клімат Айдзумі | Клімат Айдзумі | Клімат Айдзумі | Клімат Айдзумі | Клімат Айдзумі | Клімат Айдзумі | Клімат Айдзумі | Клімат Айдзумі | Клімат Айдзумі | Клімат Айдзумі | Клімат Айдзумі |
| Показник                | Січ.           | Лют.           | Бер.           | Квіт.          | Трав.          | Черв.          | Лип.           | Серп.          | Вер.           | Жовт.          | Лист.          | Груд.          | Рік            |
| Середній максимум, °C   | 9,3            | 9,7            | 13,0           | 18,7           | 23,0           | 25,8           | 29,7           | 31,1           | 27,4           | 22,2           | 17,0           | 12,0           | 19,9           |
| Середня температура, °C | 5,4            | 5,7            | 8,7            | 14,3           | 18,6           | 22,1           | 26,1           | 27,2           | 23,7           | 18,1           | 12,9           | 7,9            | 15,9           |
| Середній мінімум, °C    | 1,9            | 2,1            | 4,6            | 10,0           | 14,5           | 18,9           | 23,2           | 24,0           | 20,6           | 14,6           | 9,1            | 4,1            | 12,3           |
| Днів з опадами          | 5              | 6              | 8              | 10             | 9              | 11             | 9              | 9              | 10             | 7              | 6              | 3              | 93             |
| ----------------------- | -------------- | -------------- | -------------- | -------------- | -------------- | -------------- | -------------- | -------------- | -------------- | -------------- | -------------- | -------------- | -------------- |
| Джерело: www.yr.no      |                |                |                |                |                |                |                |                |                |                |                |                |                |

## Галерея

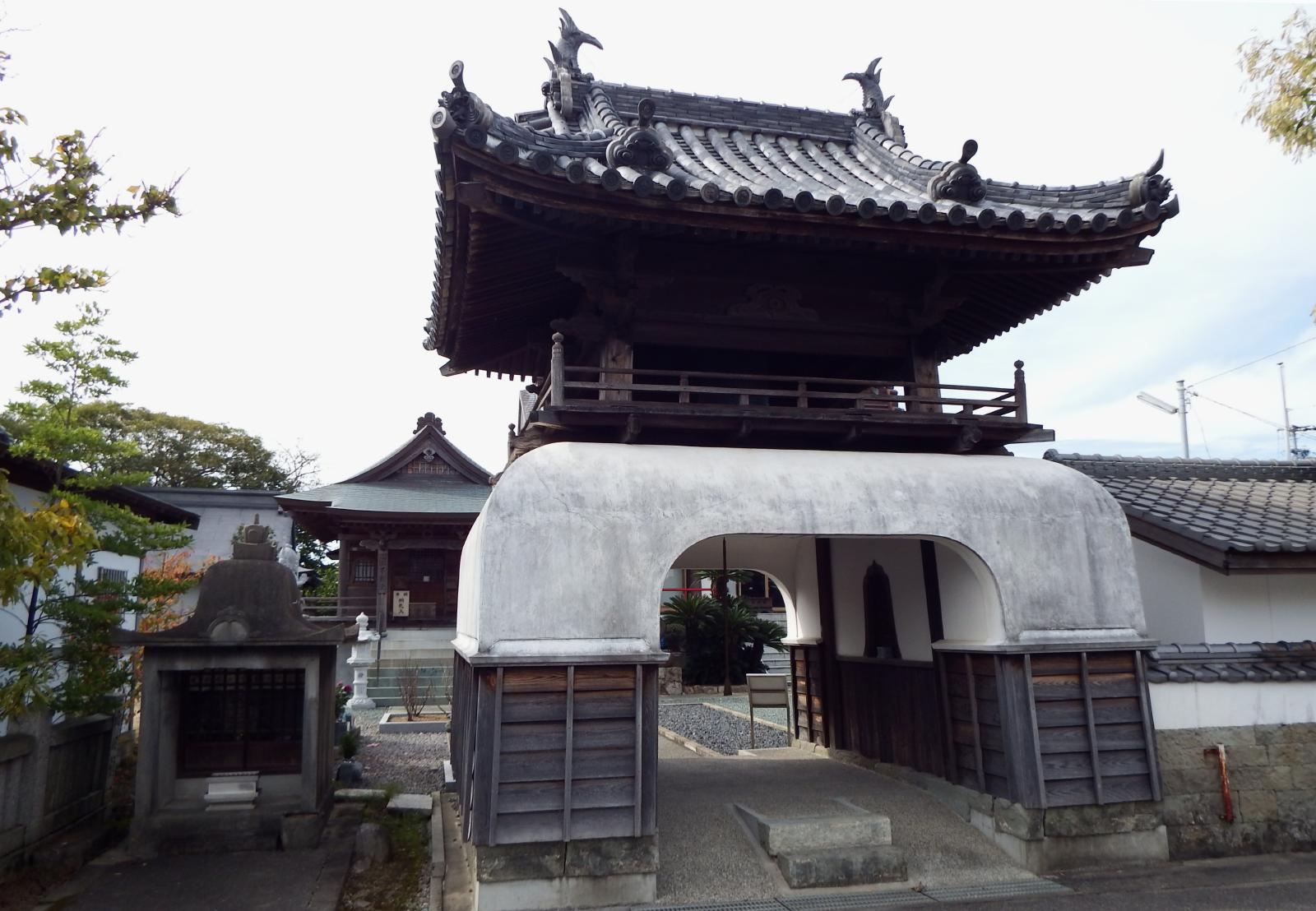
Будистський храм